# Weddellvirveln

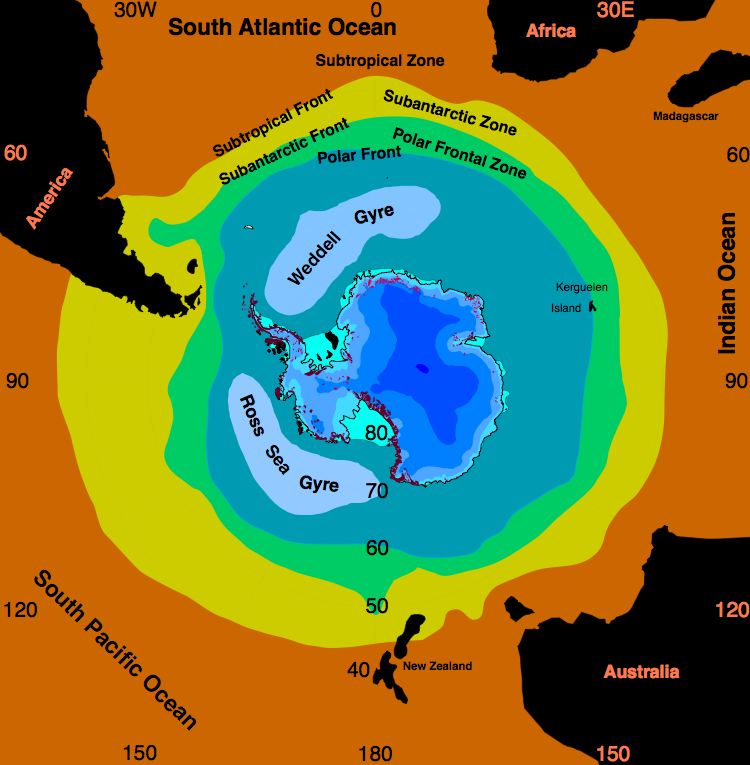
Virveln i Weddellhavet.

Weddellvirveln (efter James Weddell) är en av de två strömvirvlar som finns i haven utanför Antarktis. Virveln ligger i Weddellhavet och roterar medurs. Virveln bildas av samverkan mellan Antarktiska cirkumpolarströmmen och den antarktiska kontinentalsockeln. Corioliseffekten verkar avlänkande till vänster på södra halvklotet, vilket ger en ekmantransport bort från virvelns centrum och uppvällning av kallt, näringsrikt djupvatten.